# (4449) Sobinov
(4449) Sobinov est un astéroïde de la ceinture principale.

## Description
(4449) Sobinov est un astéroïde de la ceinture principale. Il fut découvert le 3 septembre 1987 à Nauchnyj par Lioudmila Tchernykh. Il présente une orbite caractérisée par un demi-grand axe de 3,14 UA, une excentricité de 0,09 et une inclinaison de 4,9° par rapport à l'écliptique.

## Compléments